# Salvatore Gionta
Salvatore Gionta   (Formia, 22 de desembre de 1930 - Roma, juliol 2025 (<28 de juliol de 2025)) va ser un waterpolista italià que va competir durant la dècada de 1950.
El 1952 va prendre part en els Jocs Olímpics de Hèlsinki, on va guanyar la medalla de bronze en la competició de waterpolo. Quatre anys més tard, als jocs de Roma, guanyà la medalla d'or en la mateixa competició.
En el seu palmarès també destaca una medalla de bronze al Campionat d'Europa de waterpolo de 1954.